# CNN Brasil
CNN Brasil ist ein brasilianischer kommerzieller Fernsehsender, dessen Programm ausschließlich dem Journalismus gewidmet ist. Er wurde am 15. März 2020 eröffnet und gehört zu Novus Mídia, einem Unternehmen, das vom Mitbegründer von MRV Engenharia, Rubens Menin, und dem ehemaligen Journalismusdirektor von Record, Douglas Tavolaro, gegründet wurde und über eine Markenlizenz mit dem US-amerikanischen Sender CNN betrieben wird.
Der Hauptsitz befindet sich in São Paulo, außerdem gibt es eine Niederlassung in Brasília und internationale Tochtergesellschaften. Der Sender hatte auch eine Niederlassung in Rio de Janeiro, aber aufgrund wirtschaftlicher Probleme wurde der Betrieb dort Anfang Dezember 2022 eingestellt.
Zwischen Juni und Juli 2020 belegte es den zweiten Platz in der Zuschauergunst unter den Nachrichtensendern (hinter GloboNews und vor BandNews TV und Record News) und den 20. Platz im nationalen Fernsehpanel.